# 限界団地
限界団地（げんかいだんち）とは、住民の半数以上が高齢者であり、高齢化が進んだ団地である。
高度経済成長期に建築され、そこに入居した親世帯の子供が独立して両親、もしくは片親が残り、一方で新たな入居者がいないことがおもな原因で、高齢化や孤立化のほか、建物の老朽化や空室の増加などといった問題が生じている。
一例として、大阪府において限界団地となっている団地の特徴としては、高度経済成長期に建てられた府営住宅であり、エレベーターのない5階建てや、エレベーターが2・3階ごとにしか止まらないなどバリヤフリーが進んでいない
2DKの高層住宅で、建っている地域は電車の駅から遠く、買い物に不便で、医療、介護の施設が乏しい。